# Antiochos från Askalon
Antiochos från Askalon (grekiska: Άντίοχος ὁ Ἀσκαλώνιος), född mellan 140 och 125 f.Kr i Askalon, död ca 68 f.Kr. var en akademisk filosof. Han var elev till Filon från Larissa vid den platonska Akademin, men han avvek från Filons och hans föregångares skepticism. Han var lärare åt Cicero och den förste av en ny kull eklektiker bland platonikerna. Han strävade att föra in stoikernas och epikuréernas läror i platonismen och hävdade, till skillnad från Filon, att medvetandet kunde skilja på sant och falskt. Härigenom påstod han sig återuppliva den gamla Akademins läror och med honom började den fas som kallas "mellanplatonism".

## Levnad
Han var vän till Lucullus (Mithridates motståndare) och lärare till Cicero under dennes studier i Aten (79 f.Kr.), men han hade också en skola i Alexandria, liksom i Syrien där han förefaller att ha dött. Han var på sin tid en välkänd filosof - Strabon nämner hans födelse i Askalon som en markant händelse i stadens historia, och Cicero omtalar honom ofta med respekt och värme som den bäste och visaste av akademikerna och som dåtidens mest slipade filosof.
Han studerade under stoikern Mnesarchos, men hans huvudlärare var Filon, som efterträdde Kleitomachos som skolark (föreståndare) vid den platonska Akademin. Han är dock mer känd som Filons motståndare än som hans elev, och Cicero nämner en avhandling kallad Sosus som Antiochos skrivit mot sin läromästare och i vilken han tillbakavisar akademikernas skepticism. Ett annat av hans verk, kallat Canonica citeras av Sextus Empiricus och förefaller ha behandlat logik.
Antiochos har kallats för grundaren av den "Femte Akademin", på samma sätt som Filon kallats grundare av den "fjärde". Denna splittring ägde rum strax innan det första mithridatiska kriget började år 88 f.Kr., vilket ledde till Akademins slut år två år senare. Under denna tid levde Antiochos i Alexandria. Han hade återvänt år 79 f.Kr., när Cicero studerade där, och förefaller ha dött omkring 68 f.Kr.